# James Kavle
James Kavle es un deportista estadounidense que compitió en vela en la clase Star. Ganó una medalla de plata en el Campeonato Mundial de Star de 1984.

## Palmarés internacional
| Campeonato Mundial | Campeonato Mundial   | Campeonato Mundial | Campeonato Mundial |
| Año                | Lugar                | Medalla            | Clase              |
| ------------------ | -------------------- | ------------------ | ------------------ |
| 1984               | Vilamoura (Portugal) | Medalla de plata   | Star               |